# Tyson Fury
Tyson Luke Fury,  britanski boksar, * 12. avgust. 1988, Manchester, Anglija.

## Povezave
- Uradno spletno mesto
- Tyson Fury - Poklicna boksarska izkaznica na BoxRec

1. ↑  http://www.bbc.co.uk/sport/0/boxing/26153811
2. ↑  Brockhaus Enzyklopädie